# Die unsichtbare Front (1932)
Die unsichtbare Front ist ein deutsches Spielfilmdrama aus dem Jahre 1932 von Richard Eichberg über die Geheimdienstaktivitäten während des Ersten Weltkriegs. Karl Ludwig Diehl und Trude von Molo spielen die Hauptrollen.

## Handlung
Die junge Ellen Lange besucht während des Ersten Weltkriegs in Hamburg ein strenges Mädchenpensionat, das ihr überhaupt nicht behagt. Daher beschließt sie eines Tages, fortzulaufen. Ziel ihrer Flucht ist Kiel, denn dort ist ihr älterer Bruder Vizesteuermann Rolf Lange als Marineoffizier stationiert. Da er gerade einen Geheimauftrag erhalten hat, der ihn in Feindesland, nach Großbritannien, führen soll, kommt ihm Ellens Ankunft nicht eben zupass. Am Bahnhof der Stadt verabschieden sich die beiden, und Rolf glaubt fest daran, dass er seine kleine Schwester davon überzeugt hätte, nach Hamburg zurückzukehren.
Doch Ellen steigt nicht etwa in den Zug in Richtung Süden, sondern nimmt die nächste Verbindung, die nach Berlin führt. Während der Zugfahrt lernt sie eine junge Frau kennen, die ihr verspricht, in der Hauptstadt bei der Suche nach einer Anstellung zu helfen. Dort angekommen, geht Ellen zu einer gewissen „Tante Jenny“, einer dubiosen Frau, die sie an die Musikalienhandlung eines Herrn Hansen weitervermittelt. Der stellt sie auch ein. Nach ihrer Bewährungszeit gibt Ellens neuer Chef ihr einen Spezialauftrag, der sie ins neutrale Kopenhagen führen soll. Dorthin soll Ellen eine wertvolle Geige zum Lyra-Musikverlag bringen. Einen falschen Pass besorgt Herr Hansen Ellen auch noch, denn sie ist in Berlin ohne Ausweispapiere angekommen.
In Kopenhagen wird Ellen klar, dass der Geigentransport nur vorgeschoben war und sie in Wirklichkeit als Dokumenten-Kurier im Rahmen einer ausländischen Spionageoperation tätig war. Diese wichtigen Geheimpapiere über deutsche Minensperrpläne waren in Berlin gestohlen und in der Geige versteckt worden, der Lyra-Verlag ist mithin nur eine Tarnfirma für die feindlichen Agenten. Im Lyra-Verlag lernt Ellen Erik Larsen kennen, einen deutschen Geheimdienstagenten, der hier verdeckt arbeitet. Ellen fühlt sich schuldig, dem Kriegsgegner in die Hände gespielt zu haben und bietet daher ihren eigenen Leuten ihre Mitarbeit an. Ellens Kenntnisse über die wahre Funktion des Verlags ist ein erster Schritt. Zwar wird der falsche Musikverlag im Rahmen eines Razzia ausgehoben, doch Ellen muss erfahren, dass die von ihr außer Landes geschafften und von der englischen Revuesängerin Mabel May weiter nach London gebrachten Dokumente dazu gedient haben, dass das U-Boot ihres Bruders versenkt wurde.
Daraufhin ist Ellen bereit, für Larsen einen gefährlichen Spionageauftrag, nämlich die Wiederbeschaffung eben jener von Ellen nach Kopenhagen geschmuggelten Papiere, zu übernehmen. Beide reisen nach London, in die Höhle des Löwen. Hier besuchen Ellen und Erik einen Ball der US-amerikanischen Militärdelegation. Während Ellen Oberst Stanley ablenkt, durchstöbert Erik dessen Schreibtisch und findet die wichtigen Geheimdokumente. Als Lyra-Verlagschef Henrik Thomsen überraschend auf dem Fest auftaucht, sind beide Deutsche aufgeflogen. Ellen wird als feindliche Agentin festgesetzt, doch wenig später gelingt es Erik, seine Partnerin während eines deutschen Luftangriffs auf London wieder zu befreien. Man flieht mit dem Auto zur Küste, wo ein dort auf sie wartendes U-Boot beide Agenten aufnehmen soll. Doch die tödliche Fracht der Zeppeline trifft auch Ellen, die, getroffen von einem Bombensplitter, an ihren Verletzungen stirbt.

## Produktionsnotizen
Die unsichtbare Front entstand ab dem 7. Oktober 1932 mit Außenaufnahmen in Berlin und Hamburg und ab dem 21. Oktober mit den Atelieraufnahmen. Ende November desselben Jahres waren sämtliche Aufnahmen abgeschlossen. Die Uraufführung des Films erfolgte am 23. Dezember 1932 in Berlins Capitol-Kino.
Produzent Richard Eichberg übernahm die Produktionsleitung. Artur Günther und Willi A. Herrmann gestalteten die Filmbauten. Erich Lange und Eugen Hrich sorgten sich um den guten Ton. E. W. Fiedler assistierte Chefkameramann Bruno Mondi. Komponist Hans May übernahm auch die musikalische Leitung.
Die schwedische Sängerin und Schauspielerin Alexa Engström (1899–1984) singt das Lied “Ich möchte Dich tausendmal küssen” (Text: Kurt Schwabach).
Bei dem Darsteller eines U-Boot-Kapitänleutnants, Horst Obermüller, handelt es sich um einen Militärsachverständigen, der Regisseur Eichberg beratend zur Seite stand.
Der oftmals als Mitwirkender genannte Viktor de Kowa konnte in der vorliegenden Fassung nicht gesichtet werden.

## Wissenswertes
Regisseur Eichberg bestritt, dass es sich bei seiner Inszenierung um einen Kriegsfilm handele und sagte, dass die Handlung “Dichtung und Wahrheit” miteinander verbinde: “Die Frau, die im Mittelpunkt des Geschehens steht, hat wirklich gelebt, und auch das U-Boot mit den zwanzig für England bestimmten Agenten hat es gegeben.”

## Kritiken
Die Österreichische Film-Zeitung urteilte: „Richard Eichbergs Regie holt aus dem wirksamen Stoff ein Höchstmaß von Spannungsmomenten heraus, verblüffende Szenen folgen einander Schlag auf Schlag, packende Augenblicke aus dem U-Boot-Kampf, die Schreckensmomente eines Fliegerangriffes auf London und schließlich eine rasende Flucht im Auto halten den Zuschauer unaufhörlich im Bann. „Die unsichtbare Front“ ist ein durch Thema und Gestaltung äußerst wirksamer Film.“
Die Kärntner Zeitung verortete hier einen „Film von ganz großem Format, voll ungeheurer Wucht, dramatischer Spannung und Steigerung bis zum letzten Augenblick.“
Die Badener Zeitung schrieb, „Die unsichtbare Front“ sei der Titel „des in seinen szenischen Einzelheiten ungemein packenden und fesselnden Filmes, der unter der zielsicheren Regie Richard Eichbergs gedreht wurde.“